# Jean-Marie Vianney
Jean-Marie Vianney   (Dardilly, 8 de maig de 1786 - Ars-sur-Formans, 4 d'agost de 1859), conegut com el «capellà d'Ars», va ser un prevere francès, canonitzat el 1925 i posteriorment proclamat patró de tots els rectors de parròquia del món.

## Biografia
Vianney era el tercer dels sis fills de Matthieu Vianney i Marie Beluze, cristians molt devots. Durant la Revolució francesa, quan els sacerdots van ésser perseguits, els pares continuaven la seva vida religiosa en secret i el nen va començar a veure els sacerdots com a herois. Quan l'Església fou novament permesa, el 1802, Jean-Marie ja havia decidit la seva vocació religiosa, i en fer vint anys el seu pare li donà permís per marxar a estudiar a l'escola d'Écully, on estudià aritmètica, història, geografia i llatí, amb problemes per la poca formació prèvia que tenia.
En 1809 va ésser cridat a l'exèrcit de Napoléo I i va deixar els estudis, però dos dies després, a Lió, va emmalaltir i fou hospitalitzat. Quan va guarir fou enviat a Roanne, però es va reunir amb altres desertors a les muntanyes de Les Noës, on visqué durant catorze mesos, amagat sota el nom de Jerome Vincent. En aquest temps va obrir una escola per als nens del poble. En 1810, una amnistia general va permetre que tornés a Ecully i hi acabés els estudis. En 1812 va entrar al seminari menor de Verrieres i en 1813 al de Lió, on va ésser company de Jean-Claude Colin i Marcel·lí Champagnat; estudiant mediocre, fou ordenat sacerdot a Grenoble el 13 d'agost de 1815.

### Vida a Ars
En 1818 va ser nomenat rector del poble d'Ars, a l'Ain, petit poble de 230 habitants on romangué durant quaranta anys. Conscient que la Revolució havia provocat una gran ignorància en matèria religiosa, va començar a predicar per reevangelitzar la població. Va ser particularment actiu en l'ensenyament del catecisme i va ser un confessor molt estimat. La seva fama es va estendre aviat, i gent d'altres pobles viatjava a Ars per veure'l o confessar-se amb ell: Vianney passava, els últims deu anys de la seva vida, una mitjana de 16-18 hores confessant. Va difondre la devoció a Santa Filomena de Roma, a qui atribuïa el guariment d'una malaltia greu en 1843.
Va viure en la més completa austeritat i només sortí d'Ars en quatre ocasions. Va morir en olor de santedat als 73 anys: encara quan vivia, Ars havia esdevingut un lloc de pelegrinatge.

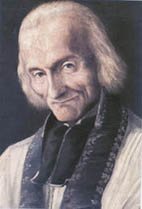
Joan Maria Vianney
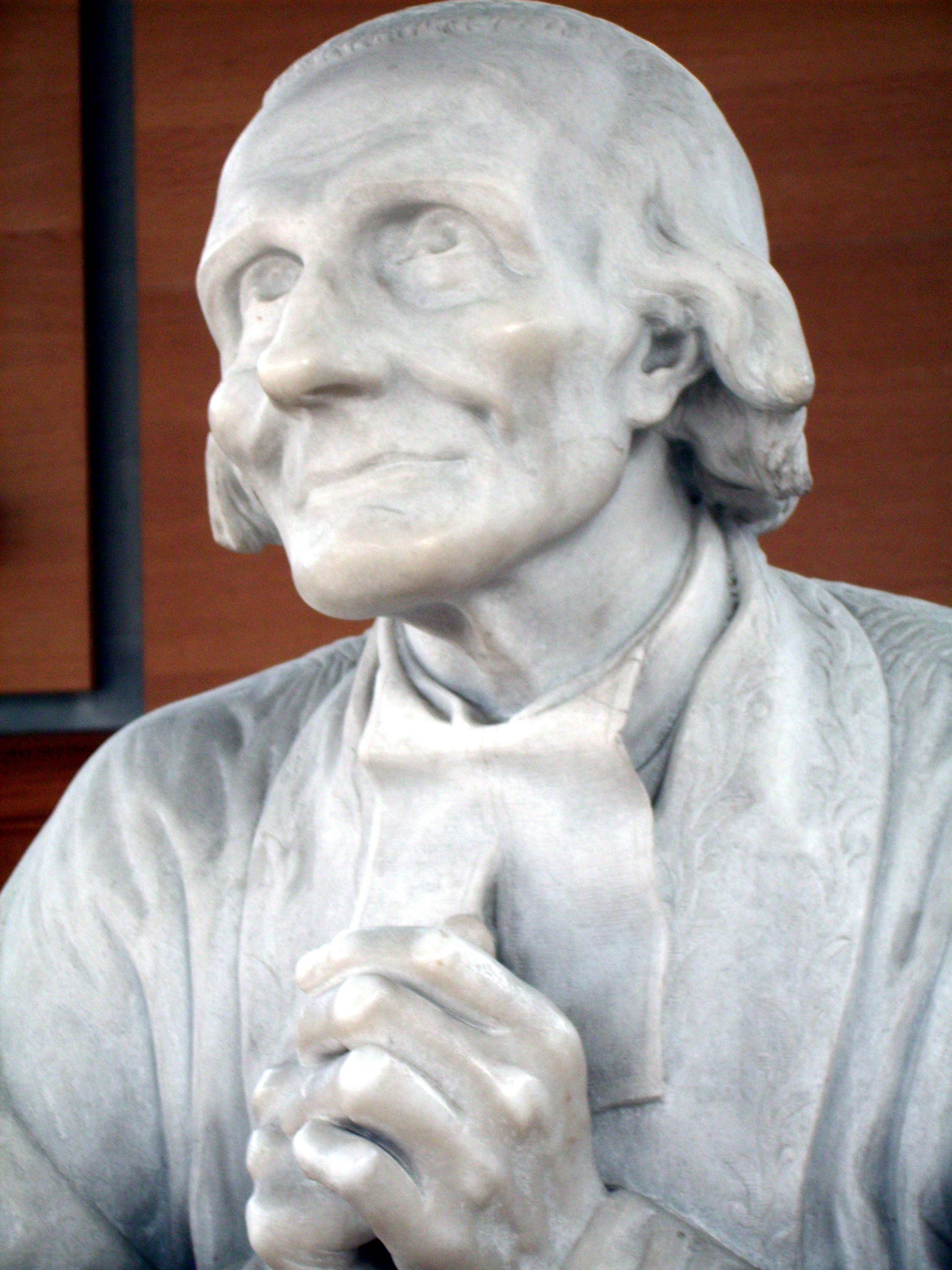
Escultura d'Emilien Cabuchet (1867)
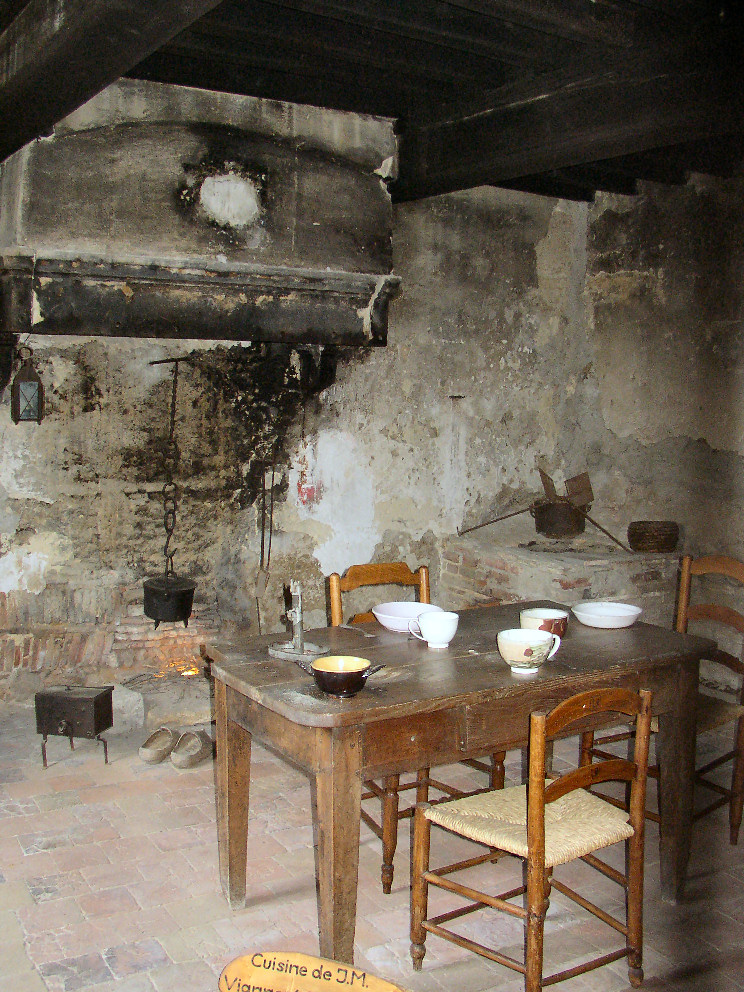
Cuina de la casa del rector a Ars

## Veneració
Ja en vida se li havien atribuït miracles i dons com el coneixement del passat i el futur. El 8 d'octubre de 1874 fou declarat venerable per Pius IX i el 8 de gener de 1905 Pius X el beatificà i el posà com a model de rector de parròquia. El 31 de maig de 1925 el va canonitzar Pius XI.
Va ésser proclamat sant patró dels rectors de parròquies rurals el 1929. Joan XXIII va publicar el 1959 l'encíclica Sacerdotii Nostri Primordia, sobre l'obra de Vianney.
L'any 1955 se li dedicà una església a Barcelona.
La seva festivitat és el 4 d'agost.

## Referències

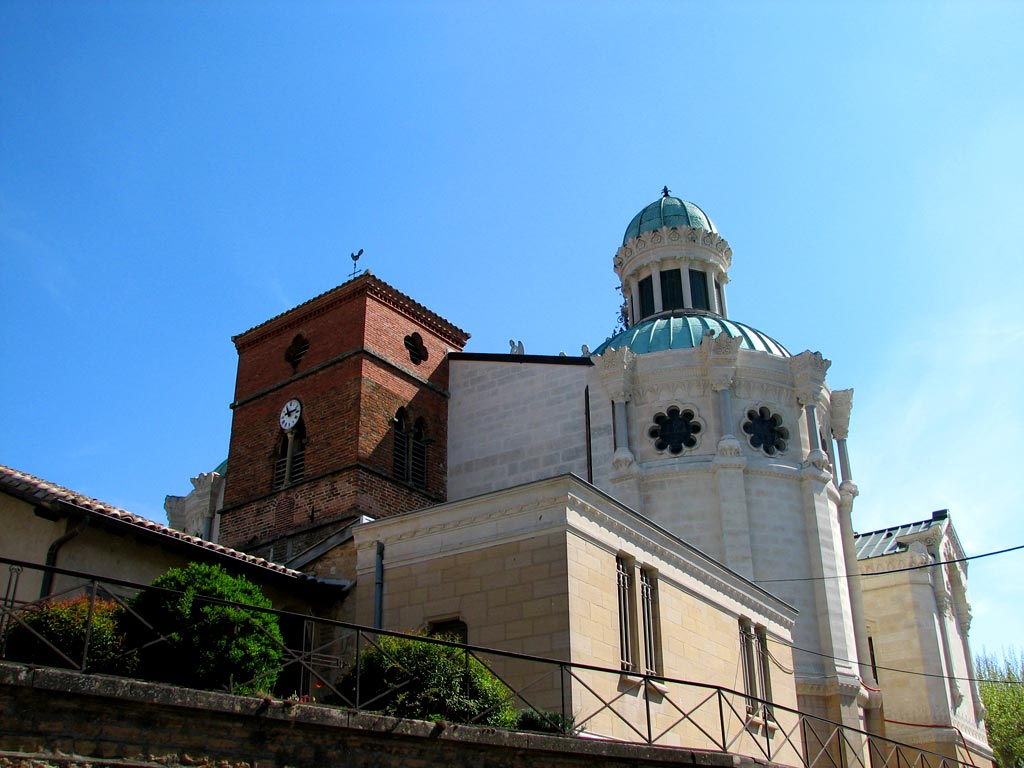
Basílica del sant a Ars-sur-Formans
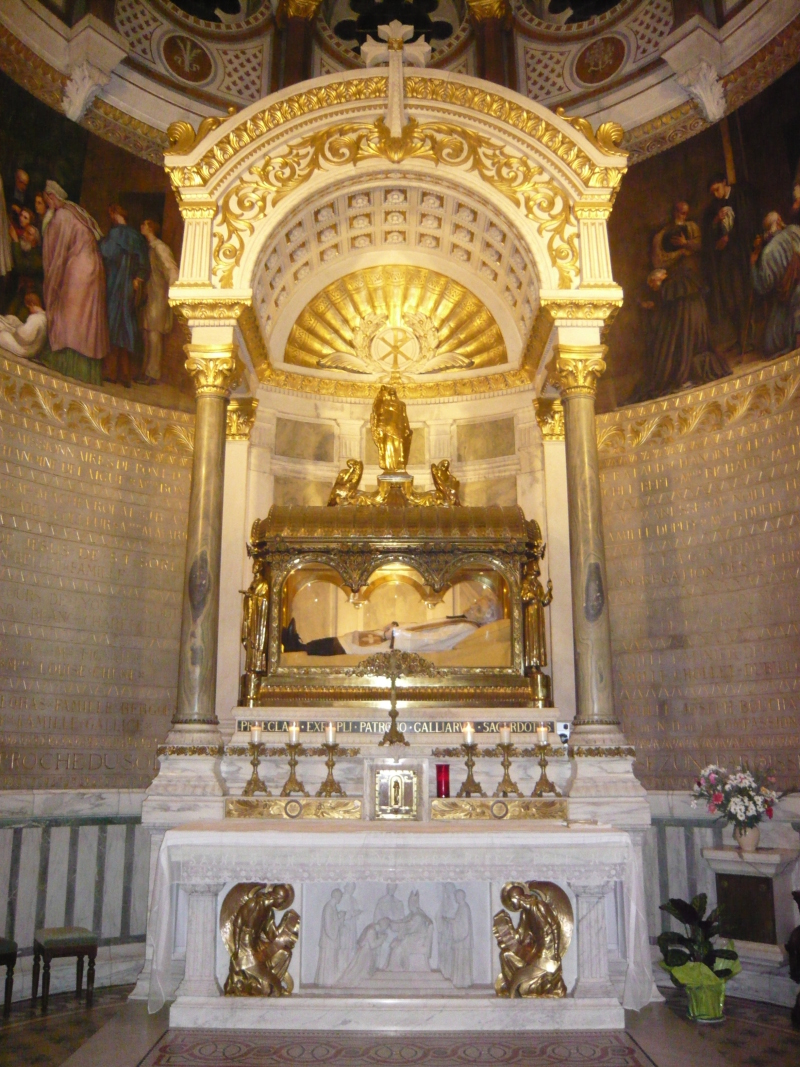
Altar amb l'urna i el cos del sant a la basílica d'Ars
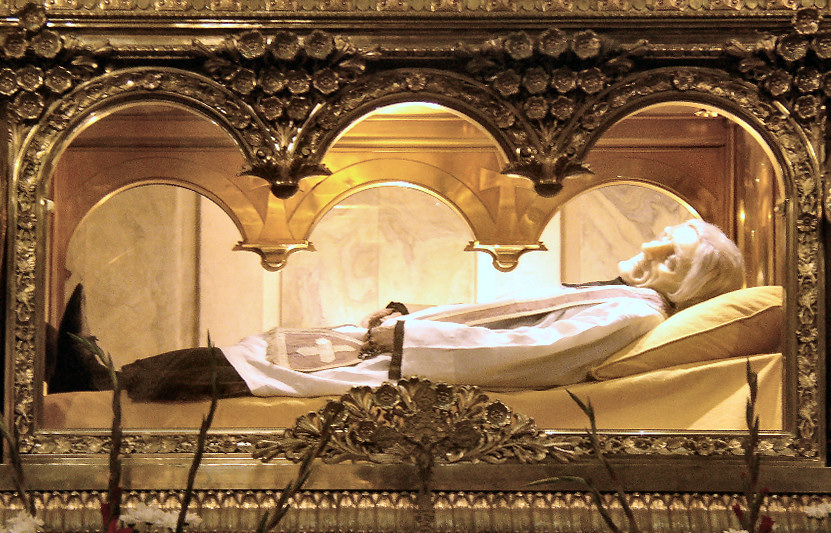
Cos incorrupte del sant (Ars)
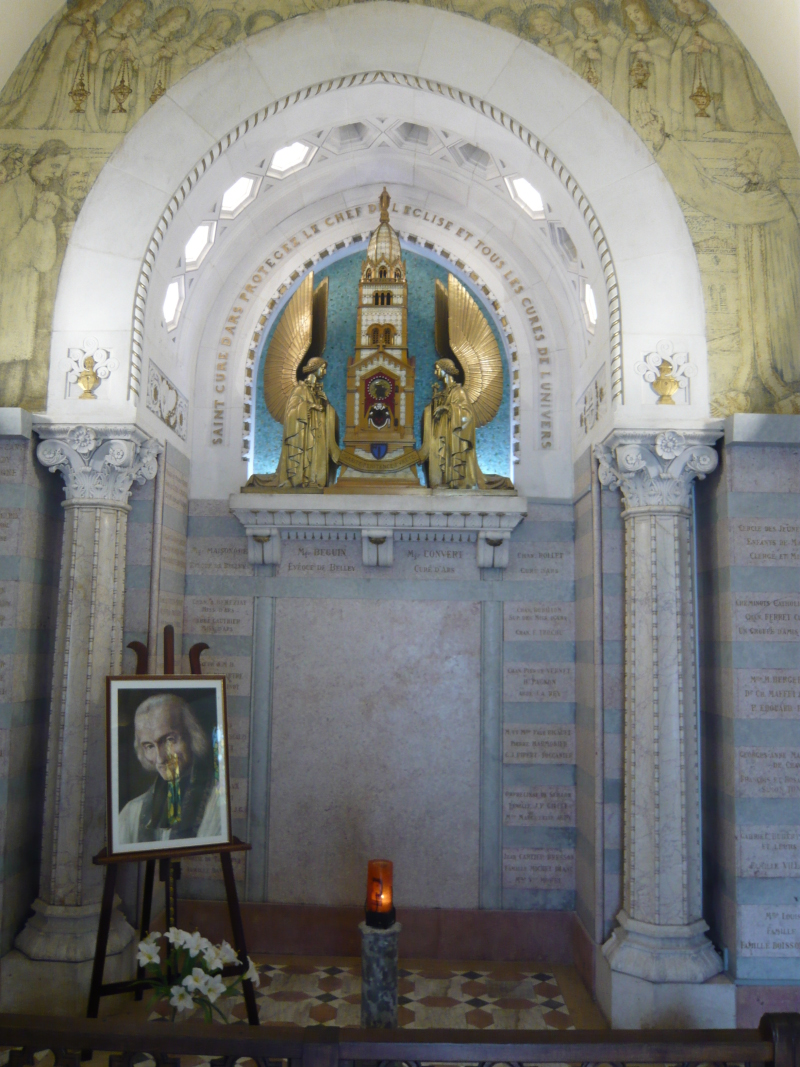
Relicari amb el cor del sant (Ars)